# Các đội tuyển bóng đá quốc gia Việt Nam năm 2012
Lịch và kết quả thi đấu của một số đội tuyển bóng đá quốc gia Việt Nam các cấp trong năm 2012.

## Nam

### Đội tuyển quốc gia

#### Lịch và kết quả thi đấu
| Ngày                                                        | Địa điểm                        | Đối thủ            | Kết quả | Giải đấu            | Cầu thủ ghi bàn                                                               | Chi tiết                                               |
| ----------------------------------------------------------- | ------------------------------- | ------------------ | ------- | ------------------- | ----------------------------------------------------------------------------- | ------------------------------------------------------ |
| 8 tháng 6                                                   | Vũ Hán, Trung Quốc              | Trung Quốc         | 0–3     | Giao hữu            |                                                                               | [ 1 ]                                                  |
| 10 tháng 6                                                  | Du Tiêm Vượng, Hồng Kông        | Hồng Kông          | 2–1     | Giao hữu            | Nguyễn Văn Quyết 71' · Nguyễn Trọng Hoàng 74'                                 | [ 2 ]                                                  |
| 23 tháng 6                                                  | Thành phố Hồ Chí Minh, Việt Nam | Mozambique         | 1–0     | Giao hữu            | Mussagy 62' (lưới nhà)                                                        | [ 3 ]                                                  |
| 11 tháng 9                                                  | Shah Alam, Malaysia             | Malaysia           | 2–0     | Giao hữu            | Lê Công Vinh 33' · Phan Thanh Hưng 49'                                        | [ 4 ]                                                  |
| 15 tháng 9                                                  | Surabaya, Indonesia             | Indonesia          | 0–0     | Giao hữu            |                                                                               | [ 5 ]                                                  |
| 16 tháng 10                                                 | Hà Nội, Việt Nam                | Indonesia          | 0–0     | Giao hữu            |                                                                               | [ 6 ]                                                  |
| 24 tháng 10                                                 | Thành phố Hồ Chí Minh, Việt Nam | Turkmenistan       | 0–1     | VFF Cup 2012        |                                                                               | [ 7 ]                                                  |
| 26 tháng 10                                                 | Thành phố Hồ Chí Minh, Việt Nam | Lào                | 4–0     | VFF Cup 2012        | Nguyễn Quang Hải 17', 35' (11m) · Nguyễn Trọng Hoàng 77' · Huỳnh Quốc Anh 79' | [ 8 ]                                                  |
| 28 tháng 10                                                 | Thành phố Hồ Chí Minh, Việt Nam | Sinh viên Hàn Quốc | 1–1     | VFF Cup 2012        | Nguyễn Văn Quyết 57'                                                          | (trận đấu không được FIFA công nhận - Non- FIFA match) |
| Việt Nam đạt hạng ba Giải bóng đá VFF Cup 2012.             |                                 |                    |         |                     |                                                                               |                                                        |
| 3 tháng 11                                                  | Hà Nội, Việt Nam                | Malaysia           | 1–0     | Giao hữu            | Nguyễn Trọng Hoàng 74'                                                        | [ 10 ]                                                 |
| 24 tháng 11                                                 | Băng Cốc, Thái Lan              | Myanmar            | 1–1     | AFF Suzuki Cup 2012 | Lê Tấn Tài 34'                                                                | [ 11 ]                                                 |
| 27 tháng 11                                                 | Băng Cốc, Thái Lan              | Philippines        | 0–1     | AFF Suzuki Cup 2012 |                                                                               | [ 12 ]                                                 |
| 30 tháng 11                                                 | Băng Cốc, Thái Lan              | Thái Lan           | 1–3     | AFF Suzuki Cup 2012 | Nguyễn Văn Quyết 71'                                                          | [ 13 ]                                                 |
| Việt Nam không vượt qua vòng bảng giải AFF Suzuki Cup 2012. |                                 |                    |         |                     |                                                                               |                                                        |

#### Cầu thủ được sử dụng từng trận
|                    | 08/06 | 10/06 | 23/06 | 11/09 | 15/09 | 16/10 | 24/10 | 26/10 | 03/11  | 24/11  | 27/11  | 30/11  | Tổng cộng |
| ------------------ | ----- | ----- | ----- | ----- | ----- | ----- | ----- | ----- | ------ | ------ | ------ | ------ | --------- |
| Thủ môn            |       |       |       |       |       |       |       |       |        |        |        |        |           |
| Nguyễn Mạnh Dũng   |       | –     |       | –     | –     | –     | –     | –     | –      | –      | –      | –      | 2         |
| Nguyễn Thanh Bình  | –     |       | –     | –     |       | –     | –     |       | –      | –      | –      | –      | 3         |
| Bùi Tấn Trường     | –     | –     | –     |       | –     | –     |       | –     | –      | –      | –      | –      | 2         |
| Dương Hồng Sơn     | –     | –     | –     | –     | –     |       | –     | –     |        |        |        |        | 5         |
| Hậu vệ             |       |       |       |       |       |       |       |       |        |        |        |        |           |
| Huỳnh Quang Thanh  |       |       |       | –     | –     | –     | –     | –     | –      | –      | –      | –      | 3         |
| Nguyễn Minh Đức    |       |       |       |       |       |       | –     | –     | –      |        |        |        | 9         |
| Lê Bật Hiếu        |       | –     |       | –     | –     | –     | –     | –     | –      | –      | –      | –      | 2         |
| Nguyễn Hồng Tiến   |       | –     |       | –     | –     | –     |       | –     | –      | –      | –      |        | 4         |
| Châu Lê Phước Vĩnh | –     |       |       | –     | –     | –     | –     |       |        | –      | –      | –      | 4         |
| Đoàn Việt Cường    | –     |       | –     | –     | –     | –     | –     | –     | –      | –      | –      | –      | 1         |
| Nguyễn Gia Từ      | –     | –     | –     |       |       |       |       |       |        |        |        |        | 9         |
| Trần Đình Đồng     | –     | –     | –     |       | –     |       | –     |       | –      | –      |        | –      | 4         |
| Đào Văn Phong      | –     | –     | –     |       |       |       |       | –     | –      |        | –      | –      | 5         |
| Nguyễn Văn Biển    | –     | –     | –     | –     |       | –     | –     | –     |        |        |        | –      | 4         |
| Âu Văn Hoàn        | –     | –     | –     | –     | –     | –     | –     |       |        |        | –      |        | 4         |
| Trương Đình Luật   | –     | –     | –     | –     |       | –     |       |       | –      | –      | –      | –      | 3         |
| Tiền vệ            |       |       |       |       |       |       |       |       |        |        |        |        |           |
| Phan Thanh Hưng    |       | –     |       |       |       |       |       |       |        |        |        | –      | 10        |
| Cao Sỹ Cường       |       | –     |       |       |       | –     |       |       |        | –      | –      |        | 8         |
| Lê Tấn Tài         |       |       |       |       |       | –     |       | –     | –      |        |        |        | 9         |
| Phạm Thành Lương   |       |       |       |       |       |       |       |       |        |        |        |        | 12        |
| Nguyễn Văn Quyết   |       | –     | –     | –     |       |       |       |       |        | –      |        |        | 8         |
| Nguyễn Ngọc Duy    |       | –     | –     |       | –     | –     |       |       |        | –      | –      |        | 6         |
| Võ Duy Nam         |       |       |       | –     | –     | –     | –     | –     | –      | –      | –      | –      | 3         |
| Nguyễn Trọng Hoàng |       |       |       |       |       |       |       |       |        |        |        |        | 12        |
| Nguyễn Vũ Phong    | –     | –     | –     |       |       | –     | –     |       |        |        | –      |        | 6         |
| Huỳnh Quốc Anh     | –     | –     | –     |       | –     |       |       |       |        |        |        |        | 8         |
| Phạm Nguyên Sa     | –     | –     | –     |       |       |       |       |       | –      | –      | –      | –      | 5         |
| Tiền đạo           |       |       |       |       |       |       |       |       |        |        |        |        |           |
| Lê Công Vinh       |       |       |       |       | –     |       | –     | –     | –      |        |        | –      | 7         |
| Nguyễn Việt Thắng  |       |       |       | –     |       |       | –     | –     | –      | –      | –      | –      | 5         |
| Nguyễn Quang Hải   | –     | –     | –     |       |       | –     |       |       | –      |        |        | –      | 6         |
| Nguồn              |       |       |       |       |       |       |       |       |        |        |        |        |           |
|                    | [ 1 ] | [ 2 ] | [ 3 ] | [ 4 ] | [ 5 ] | [ 6 ] | [ 7 ] | [ 8 ] | [ 10 ] | [ 11 ] | [ 12 ] | [ 13 ] |           |

### Đội tuyển U-22 & Olympic
| Ngày                                                  | Địa điểm              | Đối thủ            | Tỉ số | Giải đấu                  | Cầu thủ ghi bàn | Chi tiết |
| ----------------------------------------------------- | --------------------- | ------------------ | ----- | ------------------------- | --- | -------- |
| 17 tháng 06                                           | Băng Cốc, Thái Lan    | Maldives           | 5–0   | Giao hữu                  | Lê Quốc Phương 15' · Nguyễn Đình Bảo 16' · Giang Trần Quách Tân 18' · Ngân Văn Đại 48' · Mạc Hồng Quân 77'                         | [ 14 ]   |
| 19 tháng 06                                           | Băng Cốc, Thái Lan    | Thái Lan           | 2–1   | Giao hữu                  | Nguyễn Hải Huy 70', 76' | [ 15 ]   |
| 23 tháng 06                                           | Yangon, Myanmar       | Đài Bắc Trung Hoa  | 1–2   | Vòng loại U22 châu Á 2013 | Mạc Hồng Quân 13' | [ 16 ]   |
| 25 tháng 06                                           | Yangon, Myanmar       | Myanmar            | 1–3   | Vòng loại U22 châu Á 2013 | Nguyễn Văn Quyết 15' | [ 17 ]   |
| 28 tháng 06                                           | Yangon, Myanmar       | Philippines        | 9–0   | Vòng loại U22 châu Á 2013 | Nguyễn Đình Bảo 18', 67' · Mạc Hồng Quân 25', 27' · Ngô Hoàng Thịnh 30', 52' (11m) · Lê Quốc Phương 64', 89' · Huỳnh Văn Thanh 82' | [ 18 ]   |
| 30 tháng 06                                           | Yangon, Myanmar       | Malaysia           | 0–3   | Vòng loại U22 châu Á 2013 | | [ 19 ]   |
| 03 tháng 07                                           | Yangon, Myanmar       | Hàn Quốc           | 0–2   | Vòng loại U22 châu Á 2013 | | [ 20 ]   |
| Việt Nam dừng chân ở Vòng loại U22 châu Á 2013.       |                       |                    |       |                           | |          |
| 18 tháng 11                                           | Thủ Dầu Một, Việt Nam | Becamex Bình Dương | 1–4   | BTV-Cup Number One 2012   | Lê Văn Thắng 64' | [ 21 ]   |
| 20 tháng 11                                           | Thủ Dầu Một, Việt Nam | Chonburi           | 2–1   | BTV-Cup Number One 2012   | Lê Văn Thắng 60', 90+4' | [ 22 ]   |
| 23 tháng 11                                           | Thủ Dầu Một, Việt Nam | Sài Gòn Xuân Thành | 6–1   | BTV-Cup Number One 2012   | Trần Mạnh Dũng 26' · Lê Hoàng Thiên 35' · Nguyễn Xuân Hùng 60' · Lê Văn Thắng 62', 70', 90+1' (11m)                                | [ 23 ]   |
| 25 tháng 11                                           | Thủ Dầu Một, Việt Nam | Becamex Bình Dương | 0–2   | BTV-Cup Number One 2012   | | [ 24 ]   |
| Việt Nam đạt ngôi á quân tại BTV-Cup Number One 2012. |                       |                    |       |                           | |          |

### Đội tuyển U-21
| Ngày                                                                        | Địa điểm         | Đối thủ   | Tỉ số | Giải đấu                        | Cầu thủ ghi bàn                                                                    | Chi tiết |
| --------------------------------------------------------------------------- | ---------------- | --------- | ----- | ------------------------------- | ---------------------------------------------------------------------------------- | -------- |
| 13 tháng 10                                                                 | Pleiku, Việt Nam | Singapore | 6–1   | U21 Quốc tế báo Thanh niên 2012 | Nguyễn Đình Bảo 5', 9', 85', 88' · Ngô Hoàng Thịnh 45' (11m) · Nguyễn Hữu Khôi 90' | [ 25 ]   |
| 17 tháng 10                                                                 | Pleiku, Việt Nam | Thái Lan  | 2–0   | U21 Quốc tế báo Thanh niên 2011 | Nguyễn Đình Bảo 45' · Ngô Hoàng Thịnh 64' (11m)                                    | [ 26 ]   |
| 19 tháng 10                                                                 | Pleiku, Việt Nam | Sydney    | 3–0   | U21 Quốc tế báo Thanh niên 2011 | Nguyễn Đình Bảo 24' · Hà Minh Tuấn 47' · Vũ Minh Tuấn 81'                          | [ 27 ]   |
| 21 tháng 10                                                                 | Pleiku, Việt Nam | Malaysia  | 0–1   | U21 Quốc tế báo Thanh niên 2011 |                                                                                    | [ 28 ]   |
| U-21 Việt Nam đạt ngôi á quân Giải bóng đá U21 Quốc tế báo Thanh niên 2012. |                  |           |       |                                 |                                                                                    |          |

### Đội tuyển U-19
| Ngày                                                                                            | Địa điểm                        | Đối thủ           | Tỉ số | Giải đấu                                              | Cầu thủ ghi bàn                                   | Chi tiết |
| ----------------------------------------------------------------------------------------------- | ------------------------------- | ----------------- | ----- | ----------------------------------------------------- | ------------------------------------------------- | -------- |
| 25 tháng 02                                                                                     | Bandar Seri Begawan, Brunei     | Malaysia          | 0–0   | Giải bóng đá quốc tế Brunei-Cúp Hassanal Bolkiah 2012 |                                                   | [ 29 ]   |
| 27 tháng 02                                                                                     | Bandar Seri Begawan, Brunei     | Campuchia         | 2–1   | Giải bóng đá quốc tế Brunei-Cúp Hassanal Bolkiah 2012 | Quế Ngọc Hải 55' · Phạm Hoàng Lâm 90'             | [ 30 ]   |
| 29 tháng 02                                                                                     | Bandar Seri Begawan, Brunei     | Brunei            | 2–1   | Giải bóng đá quốc tế Brunei-Cúp Hassanal Bolkiah 2012 | Phan Đình Thắng 58' · Cao Xuân Thắng 90+3'        | [ 31 ]   |
| 03 tháng 03                                                                                     | Bandar Seri Begawan, Brunei     | Đông Timor        | 2–0   | Giải bóng đá quốc tế Brunei-Cúp Hassanal Bolkiah 2012 | Đào Duy Khánh 75' · Nguyễn Xuân Nam 90+1'         | [ 32 ]   |
| 07 tháng 03                                                                                     | Bandar Seri Begawan, Brunei     | Indonesia         | 0–2   | Giải bóng đá quốc tế Brunei-Cúp Hassanal Bolkiah 2012 |                                                   | [ 33 ]   |
| Việt Nam đạt huy chương đồng Giải bóng đá quốc tế Brunei-Cúp Hassanal Bolkiah 2012.             |                                 |                   |       |                                                       |                                                   |          |
| 14 tháng 05                                                                                     | Al-Ram, Palestine               | Palestine         | 0–2   | Giải bóng đá giao hữu quốc tế Al-Nakba 2012           |                                                   | [ 34 ]   |
| 16 tháng 05                                                                                     | Al-Bireh, Palestine             | Pakistan          | 0–0   | Giải bóng đá giao hữu quốc tế Al-Nakba 2012           |                                                   | [ 35 ]   |
| Việt Nam đứng cuối bảng A và dừng chân ở vòng bảng Giải bóng đá giao hữu quốc tế Al-Nakba 2012. |                                 |                   |       |                                                       |                                                   |          |
| 02 tháng 09                                                                                     | Thành phố Hồ Chí Minh, Việt Nam | Iran              | 1–2   | U-19 AFF 2012                                         | Phan Đình Thắng 45'                               | [ 36 ]   |
| 04 tháng 09                                                                                     | Thành phố Hồ Chí Minh, Việt Nam | Úc                | 0–4   | U-19 AFF 2012                                         |                                                   | [ 37 ]   |
| 06 tháng 09                                                                                     | Thành phố Hồ Chí Minh, Việt Nam | Uzbekistan        | 0–4   | U-19 AFF 2012                                         |                                                   | [ 38 ]   |
| 08 tháng 09                                                                                     | Thành phố Hồ Chí Minh, Việt Nam | Úc                | 0–4   | U-19 AFF 2012                                         |                                                   | [ 39 ]   |
| Việt Nam không có huy chương ở U-19 AFF 2012.                                                   |                                 |                   |       |                                                       |                                                   |          |
| 14 tháng 10                                                                                     | Shah Alam, Malaysia             | UAE               | 1–3   | Giao hữu                                              | Hồ Sỹ Sâm 73'                                     | [ 40 ]   |
| 28 tháng 10                                                                                     | Doha, Qatar                     | Qatar             | 1–2   | Giao hữu                                              | Quế Ngọc Hải 15'                                  | [ 41 ]   |
| 30 tháng 10                                                                                     | Doha, Qatar                     | Al Amdad          | 0–2   | Giao hữu                                              |                                                   | [ 42 ]   |
| 04 tháng 11                                                                                     | Ras al-Khaimah, UAE             | Uzbekistan        | 0–4   | Vòng chung kết U19 châu Á 2012                        |                                                   | [ 43 ]   |
| 06 tháng 11                                                                                     | Ras al-Khaimah, UAE             | CHDCND Triều Tiên | 0–5   | Vòng chung kết U19 châu Á 2012                        |                                                   | [ 44 ]   |
| 08 tháng 11                                                                                     | Fujairah, UAE                   | Jordan            | 2–5   | Vòng chung kết U19 châu Á 2012                        | Nguyễn Xuân Nam 54' · Nguyễn Thanh Hiền 85' (11m) | [ 45 ]   |
| Việt Nam đứng cuối bảng C và dừng chân ở Vòng chung kết U19 châu Á 2012.                        |                                 |                   |       |                                                       |                                                   |          |

### Đội tuyển Futsal
| Ngày                                                                       | Địa điểm                        | Đối thủ     | Tỉ số | Giải đấu                                             | Cầu thủ ghi bàn | Chi tiết |
| -------------------------------------------------------------------------- | ------------------------------- | ----------- | ----- | ---------------------------------------------------- | --- | -------- |
| 21 tháng 2(1)                                                              | Bangkok, Thái Lan               | Malaysia    | 4–0   | Vòng loại khu vực Đông Nam Á-Giải Futsal châu Á 2012 | Lưu Quỳnh Toàn 32' · Nguyễn Trọng Thiện 36', 38' · Đặng Phước Anh 40'                                                   | [ 46 ]   |
| 22 tháng 2                                                                 | Bangkok, Thái Lan               | Campuchia   | 7–1   | Vòng loại khu vực Đông Nam Á-Giải Futsal châu Á 2012 | Huỳnh Bá Tuấn 10', 18' · Nguyễn Trọng Thiện 13' · Nguyễn Bảo Quân 20', 35' · Lưu Quỳnh Toàn 33', 40'                    | [ 47 ]   |
| 23 tháng 2                                                                 | Bangkok, Thái Lan               | Úc          | 2–2   | Vòng loại khu vực Đông Nam Á-Giải Futsal châu Á 2012 | Lưu Quỳnh Toàn 26' · Nguyễn Trọng Thiện 36'                                                                             | [ 48 ]   |
| 25 tháng 2                                                                 | Bangkok, Thái Lan               | Indonesia   | 1–2   | Vòng loại khu vực Đông Nam Á-Giải Futsal châu Á 2012 | Lưu Quỳnh Toàn 38' | [ 49 ]   |
| 26 tháng 2                                                                 | Bangkok, Thái Lan               | Úc          | 3–4   | Vòng loại khu vực Đông Nam Á-Giải Futsal châu Á 2012 | Nguyễn Trọng Thiện 35' (10m) · Lưu Quỳnh Toàn 37', 38'                                                                  | [ 50 ]   |
| Việt Nam dừng chân ở Vòng loại khu vực Đông Nam Á-Giải Futsal châu Á 2012. |                                 |             |       |                                                      | |          |
| 20 tháng 4                                                                 | Bangkok, Thái Lan               | Philippines | 6–1   | Giải vô địch Futsal Đông Nam Á 2012                  | Lưu Quỳnh Toàn 7' · Bùi Văn Thắng 19' · Phùng Trọng Luân 25' · Phạm Thanh Tuấn 30' · Trần Hoàng Vinh 35', 40'           | [ 51 ]   |
| 21 tháng 4                                                                 | Bangkok, Thái Lan               | Myanmar     | 3–0   | Giải vô địch Futsal Đông Nam Á 2012                  | Lưu Quỳnh Toàn 14' · Nguyễn Quốc Bảo 22' · Trần Văn Vũ 30'                                                              | [ 52 ]   |
| 22 tháng 4                                                                 | Bangkok, Thái Lan               | Campuchia   | 4–1   | Giải vô địch Futsal Đông Nam Á 2012                  | Phạm Thành Đạt 13' · Phùng Trọng Luân 14' · Phạm Thanh Tuấn 33' · Nguyễn Trọng Thiện 40'                                | [ 53 ]   |
| 23 tháng 4                                                                 | Bangkok, Thái Lan               | Malaysia    | 7–2   | Giải vô địch Futsal Đông Nam Á 2012                  | Nguyễn Hoàng Giang 4', 27' · Phạm Thành Đạt 6', 16' · Nguyễn Bảo Quân 19' · Lưu Quỳnh Toàn 36' · Nguyễn Trọng Thiện 38' | [ 54 ]   |
| 25 tháng 4                                                                 | Bangkok, Thái Lan               | Indonesia   | 5–3   | Giải vô địch Futsal Đông Nam Á 2012                  | Nguyễn Trọng Thiện 8' · Bùi Văn Thắng 15' · Nguyễn Quốc Bảo 34', 37', 39'                                               | [ 55 ]   |
| 27 tháng 4                                                                 | Bangkok, Thái Lan               | Thái Lan    | 4–9   | Giải vô địch Futsal Đông Nam Á 2012                  | Lưu Quỳnh Toàn 15' · Trần Văn Vũ 35' · Nguyễn Trọng Thiện 38' · Trần Hoàng Vinh 40'                                     | [ 56 ]   |
| Việt Nam đạt ngôi á quân Giải vô địch Futsal Đông Nam Á 2012.              |                                 |             |       |                                                      | |          |
| 24 tháng 10                                                                | Thành phố Hồ Chí Minh, Việt Nam | Uzbekistan  | 6–5   | Giao hữu                                             | | [ 57 ]   |
| 25 tháng 10                                                                | Thành phố Hồ Chí Minh, Việt Nam | Ý           | 0–9   | Giải Futsal Tứ hùng quốc tế 2012                     | | [ 57 ]   |
| 27 tháng 10                                                                | Thành phố Hồ Chí Minh, Việt Nam | Kuwait      | 4–2   | Giải Futsal Tứ hùng quốc tế 2012                     | Mai Thành Đạt (1 bàn) Trần Văn Vũ (1 bàn) Nguyễn Bảo Quân (1 bàn) Lưu Quỳnh Toàn (1 bàn)                                | [ 58 ]   |
| Việt Nam đạt ngôi á quân Giải Futsal Tứ hùng quốc tế 2012.                 |                                 |             |       |                                                      | |          |
| 28 tháng 10                                                                | Thành phố Hồ Chí Minh, Việt Nam | Kuwait      | 3–1   | Giao hữu                                             | Trần Văn Vũ 18' · Ngô Anh Dũng 27' · Đặng Phước Anh 40'                                                                 | [ 59 ]   |

## Đội tuyển nữ
| Ngày                                                      | Địa điểm                        | Đối thủ     | Tỉ số        | Giải đấu                                | Cầu thủ ghi bàn | Chi tiết |
| --------------------------------------------------------- | ------------------------------- | ----------- | ------------ | --------------------------------------- | --- | -------- |
| 13 tháng 09                                               | Thành phố Hồ Chí Minh, Việt Nam | Singapore   | 10–0         | Giải vô địch bóng đá nữ Đông Nam Á 2012 | Nguyễn Thị Muôn 7', 18', 24', 40' · Nguyễn Thị Hoa 9' · Nguyễn Thị Minh Nguyệt 49', 54', 63' · Nguyễn Thị Tuyết Dung 55' · Nguyễn Thị Xuyến 76' | [ 62 ]   |
| 15 tháng 09                                               | Thành phố Hồ Chí Minh, Việt Nam | Philippines | 4–2          | Giải vô địch bóng đá nữ Đông Nam Á 2012 | Nguyễn Thị Muôn 17' · Nguyễn Thị Kim Tiến 25' · Lê Thu Thanh Hương 61' · Nguyễn Thị Tuyết Dung 66'                                              | [ 63 ]   |
| 17 tháng 09                                               | Thành phố Hồ Chí Minh, Việt Nam | Myanmar     | 2–1          | Giải vô địch bóng đá nữ Đông Nam Á 2012 | Trần Thị Kim Hồng 8' (11m) · Chương Thị Kiều 77'                                                                                                | [ 64 ]   |
| 20 tháng 09                                               | Thành phố Hồ Chí Minh, Việt Nam | Lào         | 7–0          | Giải vô địch bóng đá nữ Đông Nam Á 2012 | Nguyễn Thị Minh Nguyệt 7', 47' · Nguyễn Thị Muôn 18', 20' · Nguyễn Thị Hoà 68', 72' · Lê Thu Thanh Hương 79'                                    | [ 65 ]   |
| 22 tháng 09                                               | Thành phố Hồ Chí Minh, Việt Nam | Myanmar     | 0–0(11m) 4–3 | Giải vô địch bóng đá nữ Đông Nam Á 2012 | | [ 66 ]   |
| Việt Nam vô địch Giải vô địch bóng đá nữ Đông Nam Á 2012. |                                 |             |              |                                         | |          |

## Đội tuyển U-19 nữ
| Ngày                                                                       | Địa điểm                        | Đối thủ           | Tỉ số | Giải đấu                                             | Cầu thủ ghi bàn | Chi tiết |
| -------------------------------------------------------------------------- | ------------------------------- | ----------------- | ----- | ---------------------------------------------------- | --- | -------- |
| 01 tháng 12                                                                | Thành phố Hồ Chí Minh, Việt Nam | Myanmar           | 1–2   | Vòng loại 2-Giải vô địch bóng đá nữ U-19 châu Á 2013 | Nguyễn Thị Mỹ Anh 51' | [ 67 ]   |
| 03 tháng 12                                                                | Thành phố Hồ Chí Minh, Việt Nam | Ấn Độ             | 10–0  | Vòng loại 2-Giải vô địch bóng đá nữ U-19 châu Á 2013 | Phạm Hải Yến 10', 18', 27' · Nguyễn Thị Hồng Cúc 15', 67', 76' · Trần Thị Thảo Nguyên 53', 60' · Phan Thị Trang 80', 88' | [ 68 ]   |
| 05 tháng 12                                                                | Thành phố Hồ Chí Minh, Việt Nam | Đài Bắc Trung Hoa | 3–1   | Vòng loại 2-Giải vô địch bóng đá nữ U-19 châu Á 2013 | Pan Yi-Ting 19' (lưới nhà) · Vũ Thị Thuý 42' · Phạm Hải Yến 71'                                                          | [ 69 ]   |
| Việt Nam dừng chân ở Vòng loại 2-Giải vô địch bóng đá nữ U-19 châu Á 2013. |                                 |                   |       |                                                      | |          |